# Svjetionik Otočić Glavat
Svjetionik Otočić Glavat je svjetionik na pustom otočiću Glavat, u otočju Vrhovnjaci, u Lastovskom kanalu, istočno od otoka Lastova, između Korčule, Mljeta i Lastova.
Izgrađen je zbog opasnosti od brojnih grebena i pličina. U središnjem dijelu otoka izgrađena je jednokatna kamena zgrada, pravokutnog tlocrta, s poligonalnom kulom, istaknutom šetnicom na konzolama i lanternom. Dvije popločane staze vode do manjeg sidrišta i istezališta za brodove. Svjetionik je sagrađen 1884. godine, s istaknutim gabaritom i elementima arhitektonske plastike, karakterističnim za gradsku neostilsku arhitekturu.

## Zaštita
Pod oznakom RST-1428-1996. zavedena je kao nepokretno kulturno dobro – pojedinačno, pravna statusa zaštićena kulturnog dobra, klasificirano kao "profana graditeljska baština".